# ヨセフィン・ブリンク

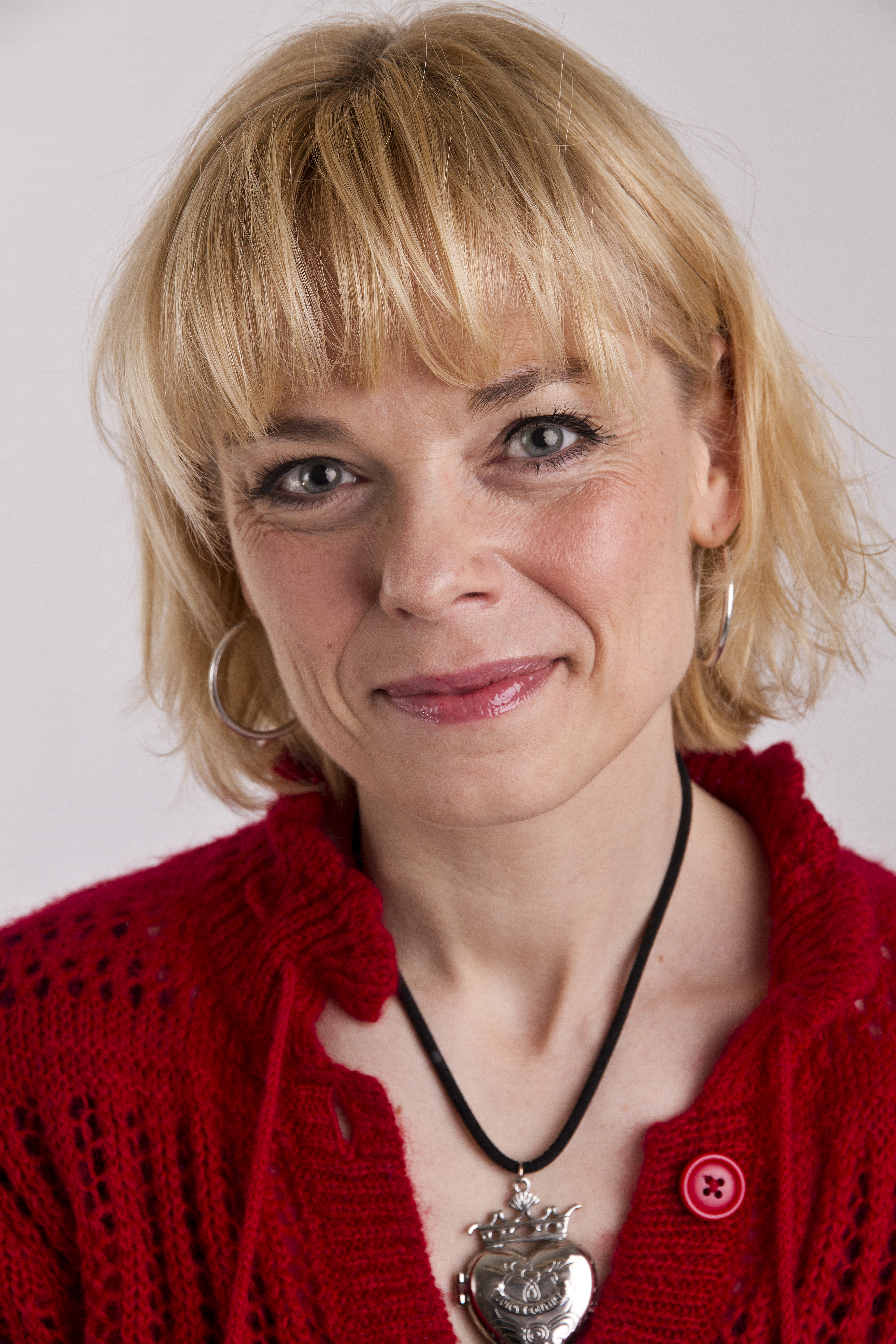
ヨセフィン・ブリンク

ヨセフィン・ブリンク（スウェーデン語: Josefin Brink、1969年11月11日 - ）は、スウェーデンの政治家、左翼党所属。2006年からリクスダーゲンの議員を務め、レズビアンであることを公表している。前職はジャーナリスト。
2011年6月10日に、同じ左翼党の女性議員であるオーサ・ブルニウスと婚約している。